# Доминиканский монастырь (Киев)

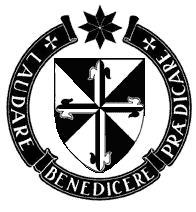
Герб ордена

Киевский доминиканский монастырь (также конвент, кляштор) — объединение монахов-доминиканцев в Киеве. Время основания неизвестно.

## Исторические сведения

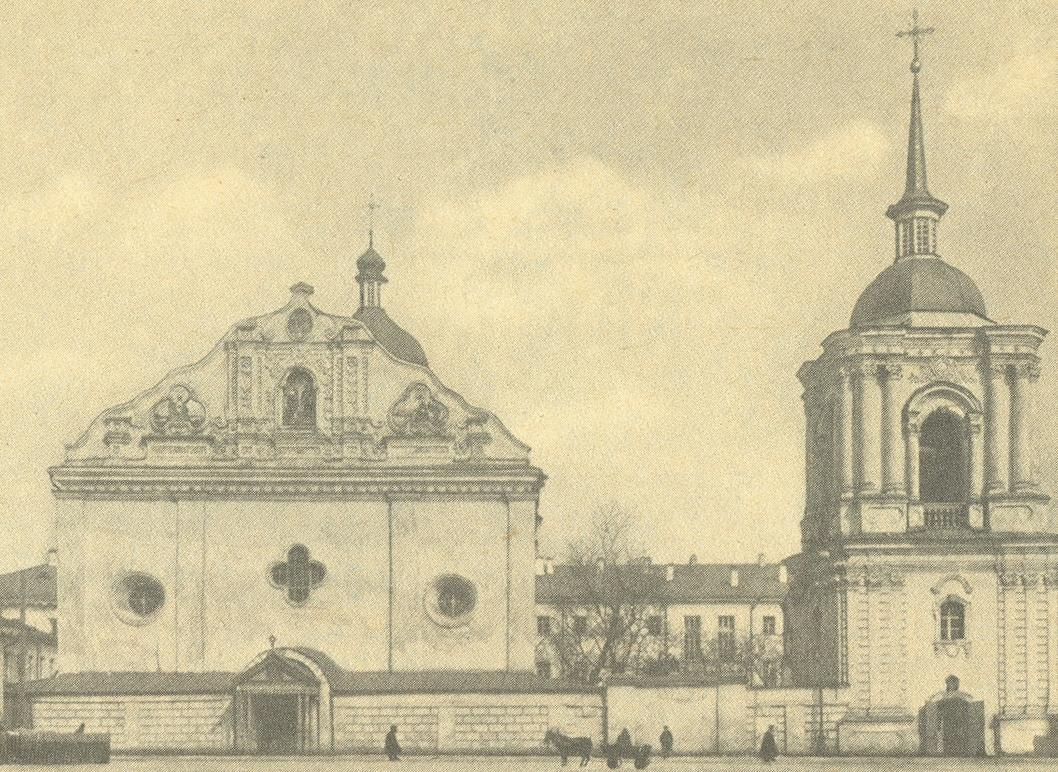
Бывший главный храм, на рубеже XIX-XX веков

Конвент «Якинтів» (Яцека Одровонжа) изначально был основан над Днепром, где была церковь Богородицы, которую передали в пользование доминиканцам. После опустошения этого первого монастыря доминиканцы поселились под Киевским замком на «Ржаном торге», основали костёл Святого Николая. Для его строительства использовали камень предыдущего костёла, построенного Я. Одровонжем, свинец — для покрытия крыш. Существовал также при жизни П. Розвадовского деревянный небольшой костёл, в котором отправлялись службы, начинались крестные ходы на праздник Яцека Одровонжа.
Грамоты в отношении имущества, подтверждение прав выдавали, в частности, Витовт, киевские князья Владимир Ольгердович, его сын-преемник Олелько Владимирович.
В 1509 году король Сигизмунд І Старый выдал для киевских доминиканцев привилей.

Доминиканцы Киева в 1630 году освятили меч коронного гетмана Станислава Конецпольского перед его походом за Днепр во время подавления восстания Тараса Федоровича (Трясило). Меч обносили вокруг костёла, некоторое время он находился на алтаре. 
же то на поганство, на Русь, жебы ихъ выкоренити
Около 1610 года при содействии киевского латинского епископа Кшиштофа Казимирского (пол. Krzysztof Kazimirski) или в 1640 году было закончено строительство новых каменных костёла, конвента при содействии Стефана Аксака. Упомянутый старый небольшой костёл был перенесён за Днепр в имение черниговского подстолия Теодора Креницкого.
По описанию П. Розвадовского, конвент имел «предхрамие» — атриум — шириной и длиной 400 локтей. По левую сторону были «особые грунты», затем — улица до Днепра, от замка епископа. Справа от конвента находился большой «двор пани Виленской» (вдовы похороненного в костёле св. Николая Романа Рожинского), который она подарила монастырю.
По данным Андреаса Целлариуса, в 1651 году во время пожара в городе при пребывании здесь войск Януша Радзивилла не пострадал от огня, также как и главный городской храм.
Киевский полковник Василий Дворецкий 3 мая 1659 года выдал Киево-Братскому монастырю грамоту о передаче ему строений и земель доминиканского монастыря. Впоследствии главный храм монастыря был переоборудован в православную Петропавловскую церковь.
После установления в Киеве советской власти церковь использовали как архивное хранилище, а затем в 1930-е годы снесли.